# Kanton Aurignac
Aurignac is een voormalig kanton van het Franse departement Haute-Garonne. Het kanton maakte deel uit van het arrondissement Saint-Gaudens. Het werd opgeheven bij decreet van 13 februari 2014 met uitwerking op 22 maart 2015. De gemeenten werden toegevoegd aan het kanton Cazères.

## Gemeenten
Het kanton Aurignac omvatte de volgende gemeenten:
- Alan
- Aulon
- Aurignac (hoofdplaats)
- Bachas
- Benque
- Boussan
- Bouzin
- Cassagnabère-Tournas
- Cazeneuve-Montaut
- Eoux
- Esparron
- Latoue
- Montoulieu-Saint-Bernard
- Peyrissas
- Peyrouzet
- Saint-André
- Saint-Élix-Séglan
- Samouillan
- Terrebasse